# Адам, Юлиус
Юлиус Антон Адам, также известный, как Кошачий Адам (нем. Julius Anton Adam; 18 мая 1852[…], Мюнхен — 23 сентября 1913, Мюнхен) — немецкий художник-анималист.

## Биография

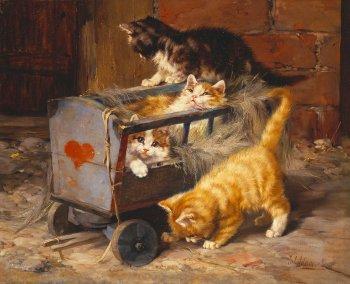
Коты-путешественники

Родился в 1852 году и был представителем известной баварской династии. Дед — художник-баталист Альбрехт Адам, участник похода Наполеона на Россию. Дяди — художники-анималисты Бенно Адам и Франц Адам, кузен — художник-анималист Эмиль Адам, отец, также Юлиус Адам (1821–1874) — литограф и фотограф. Какое-то время жил с отцом в Рио-де-Жанейро, помогая в работе в фотографической мастерской, однако затем вернулся в Мюнхен и занялся живописью. Учился в Мюнхенской академии художеств у Вильгельма фон Дица.
После окончания Академии, под влиянием родственников, решил посвятить себя анималистической живописи. Однако, если кузен Эмиль и дядя Франц специализировались на изображении лошадей, а дядя Бенно изображал собак и охотничьи сцены, главной страстью Юлиуса Адама стали котики. Котики изображались Адамом в непринуждённом стиле, в формате не столько точных зоологических зарисовок, сколько увлекательных жанровых сцен; несмотря на это их изображения отличались анатомической достоверностью. Уже в 1880-е годы работы Адама стали пользоваться значительной популярностью, а самого его прозвали «Кошачий Адам». Творчество Юлиуса до такой степени ассоциировалось с кошками, что другие его работы публикой до некоторой степени игнорировались.
Юлиус Адам скончался в 1913 году в Мюнхене.

## Галерея

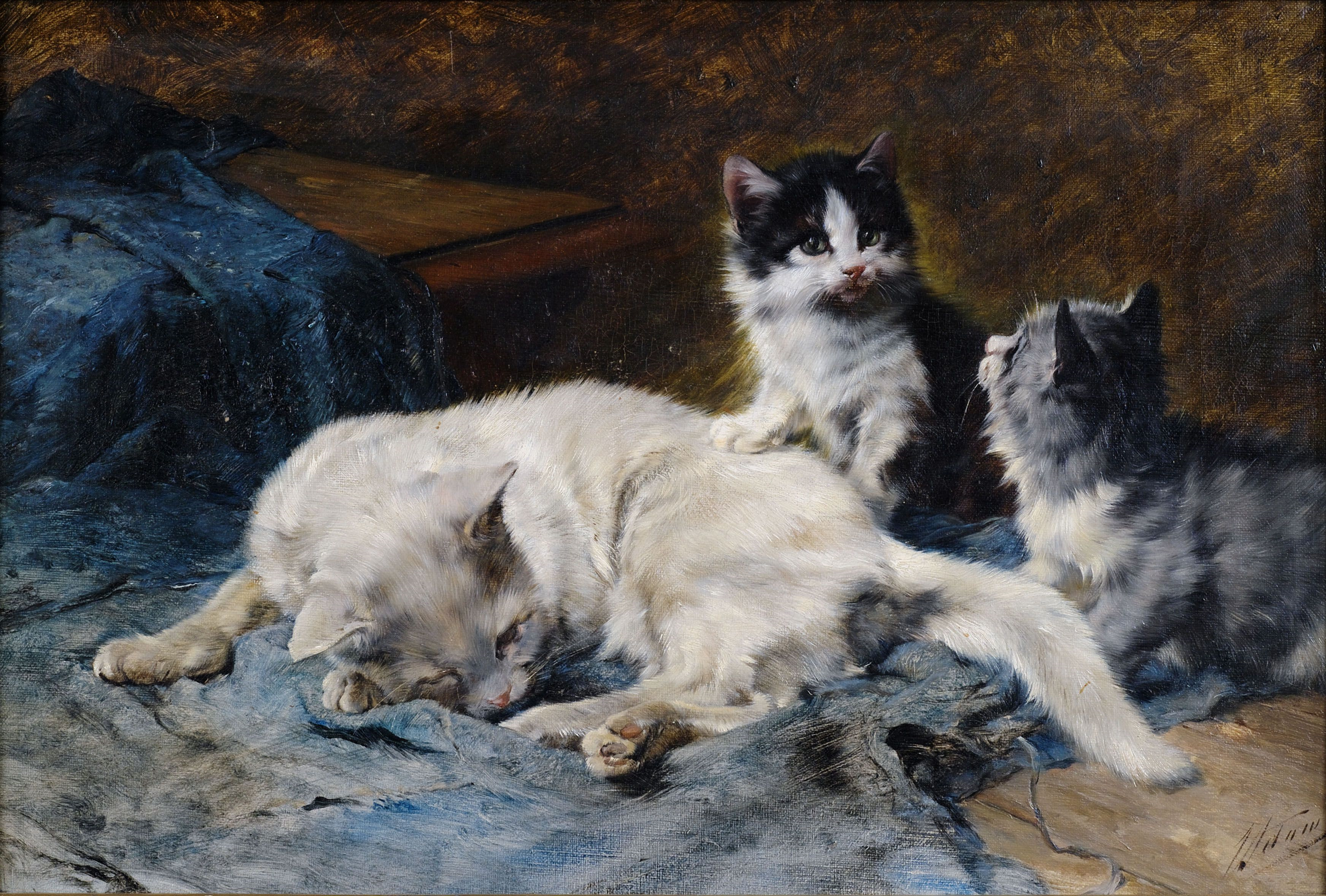
Кошка с двумя котятами
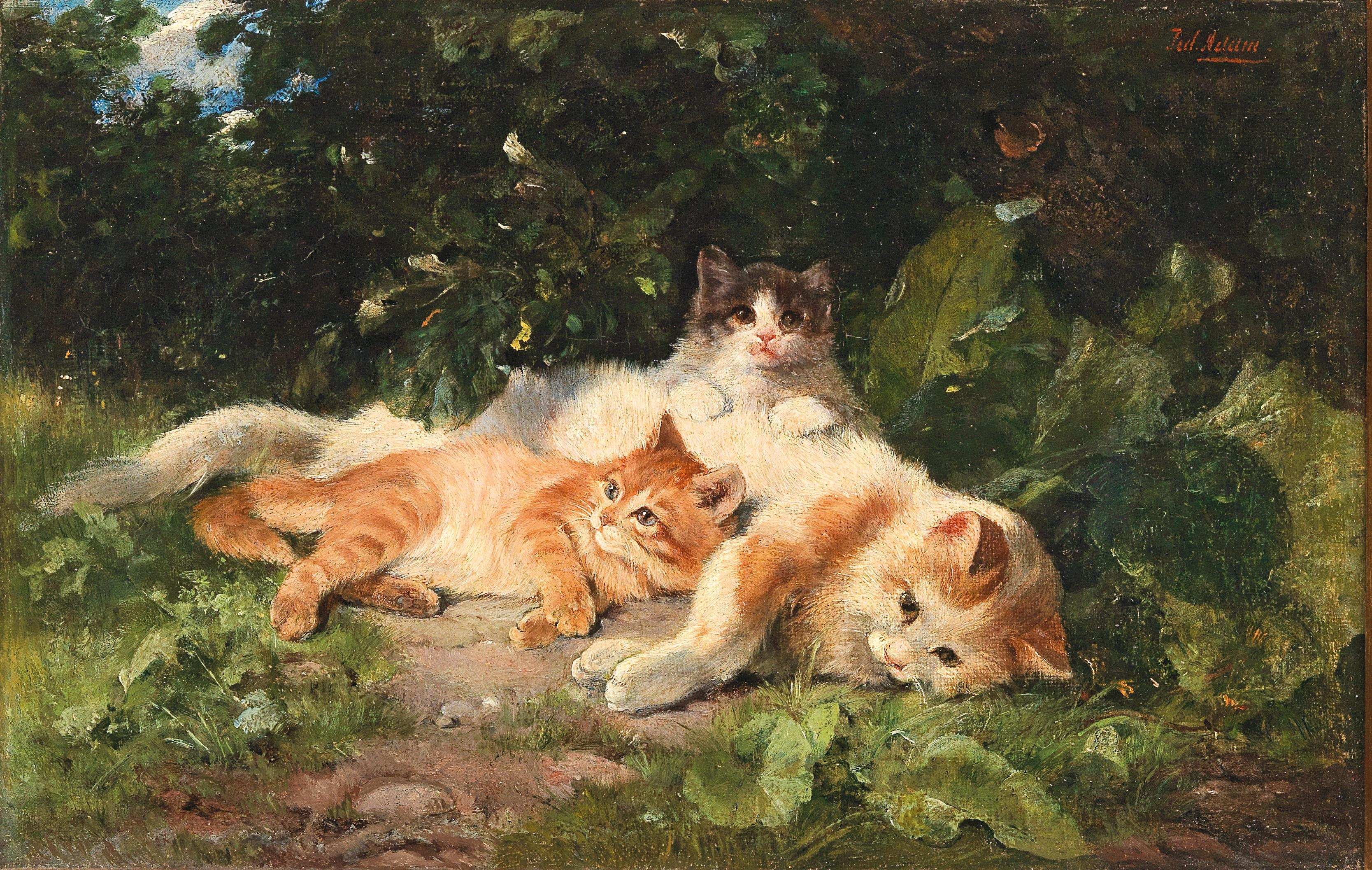
Кошка с котятами
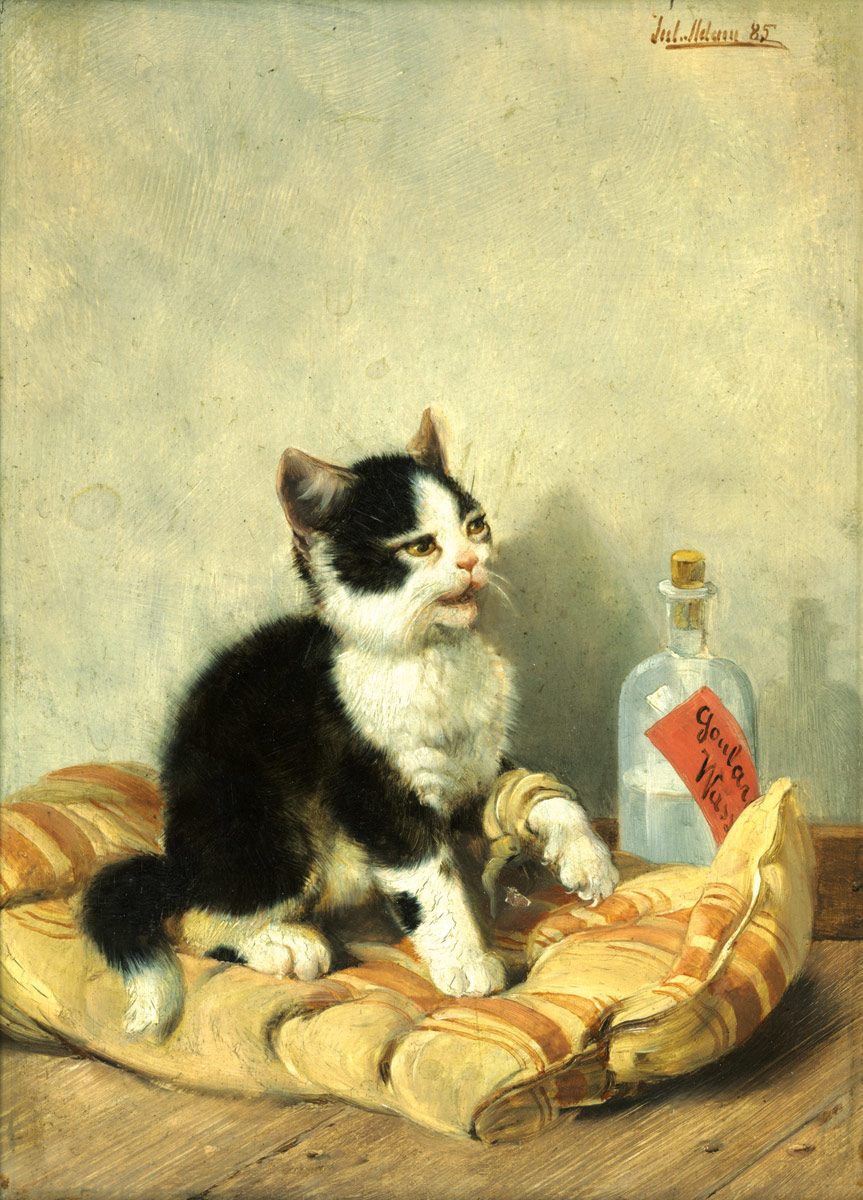
Маленький пациент
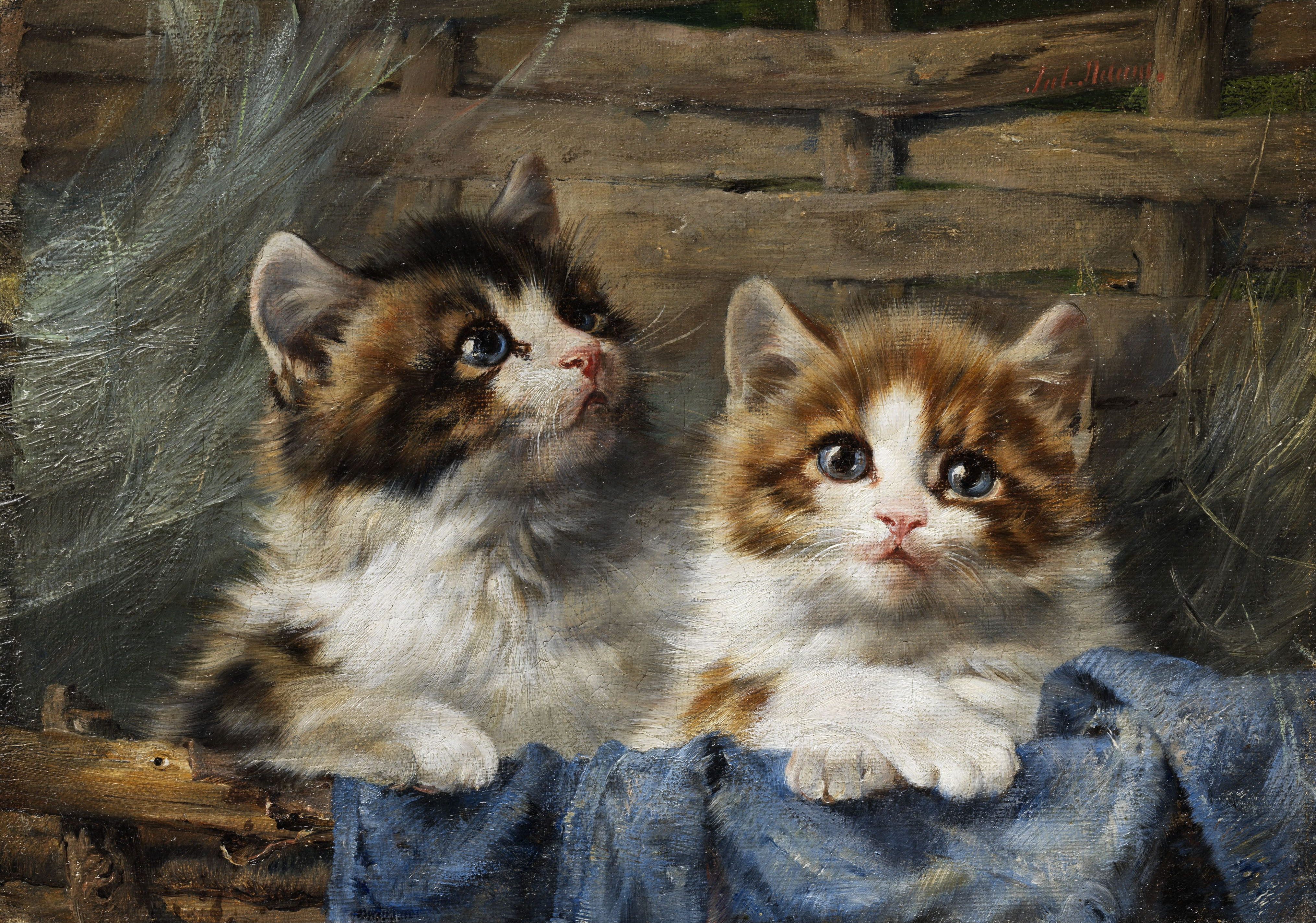
Два котика в коробке с синей тканью
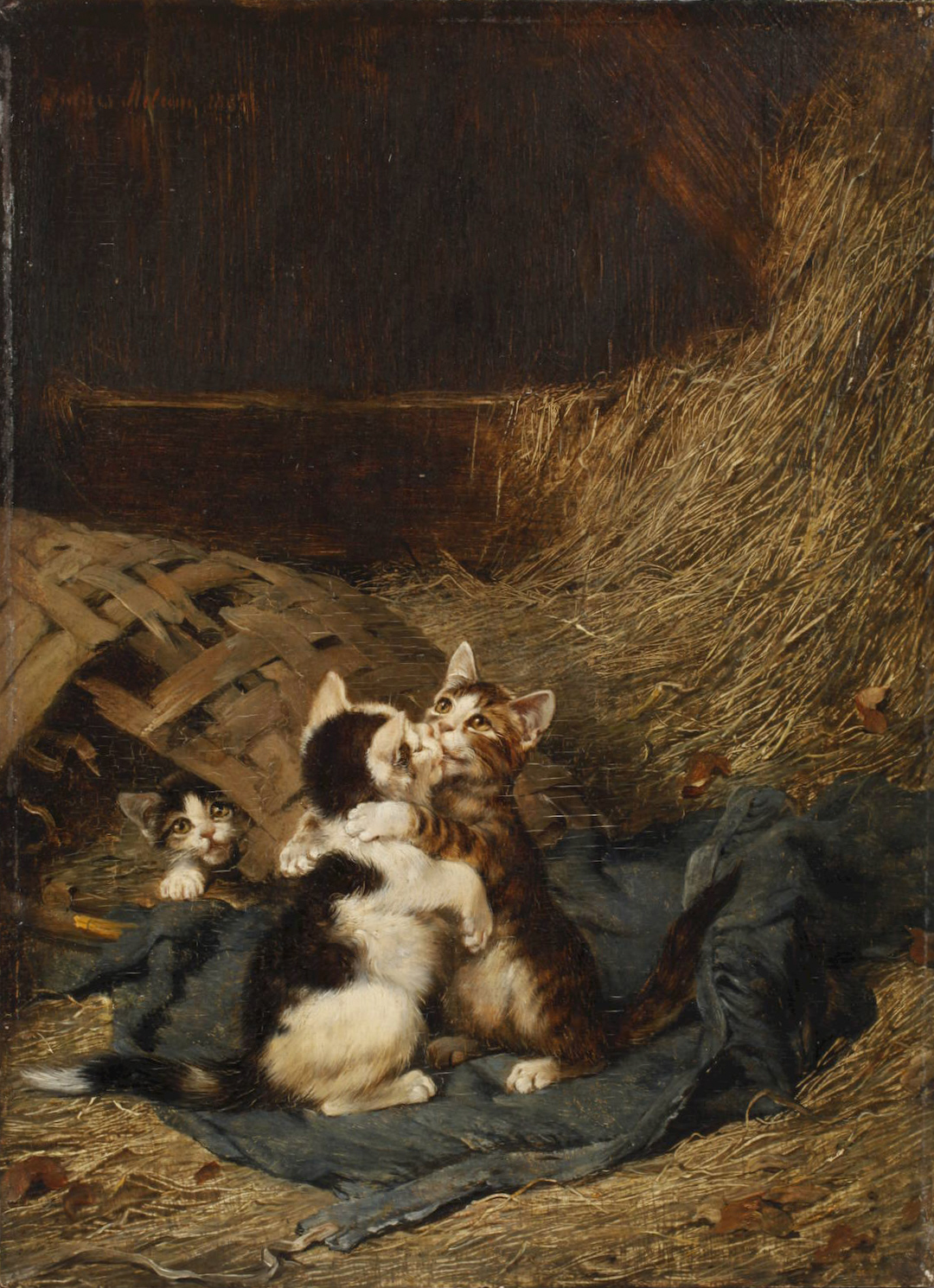
Три котёнка в амбаре
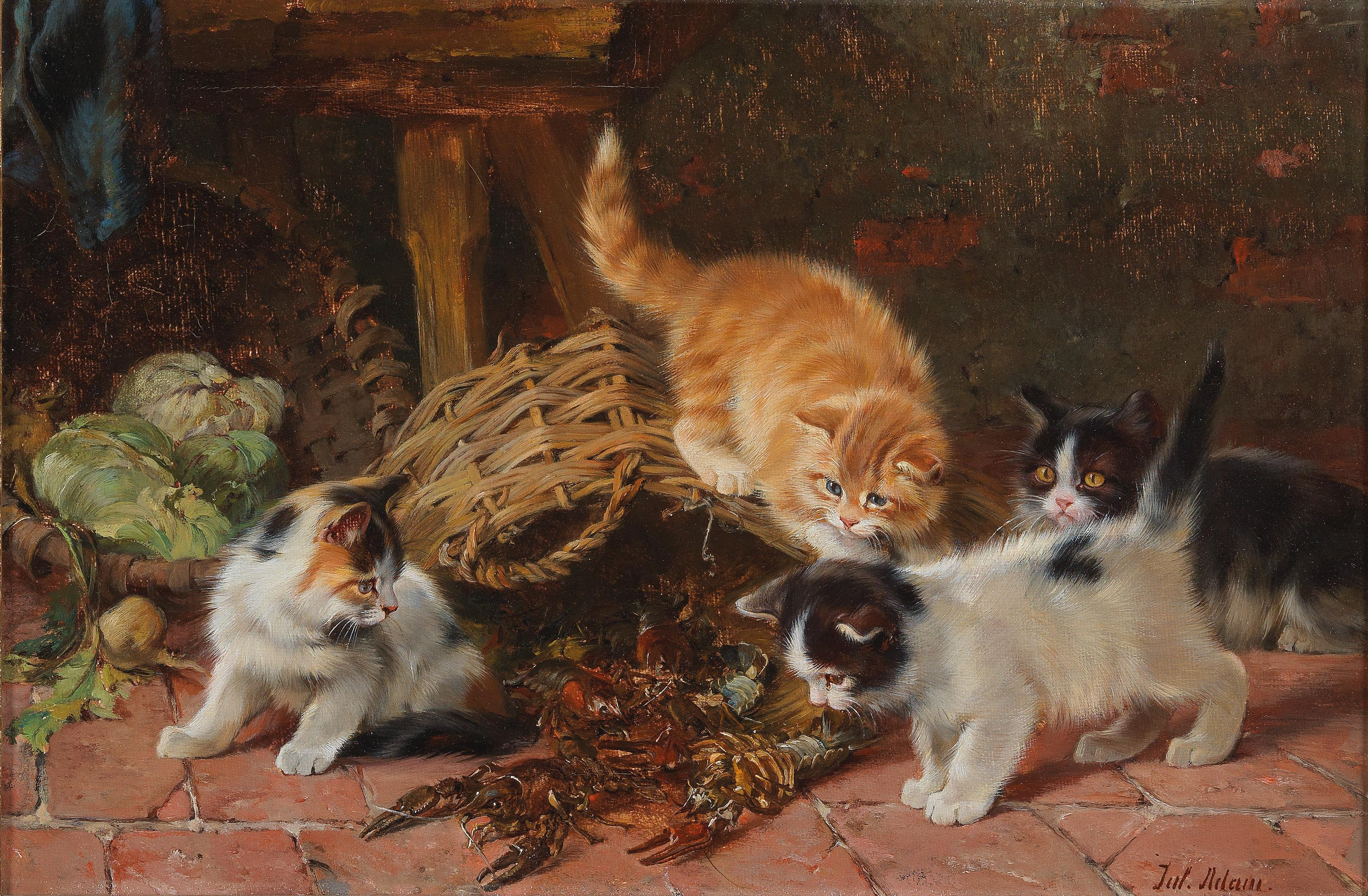
Котята и живые раки
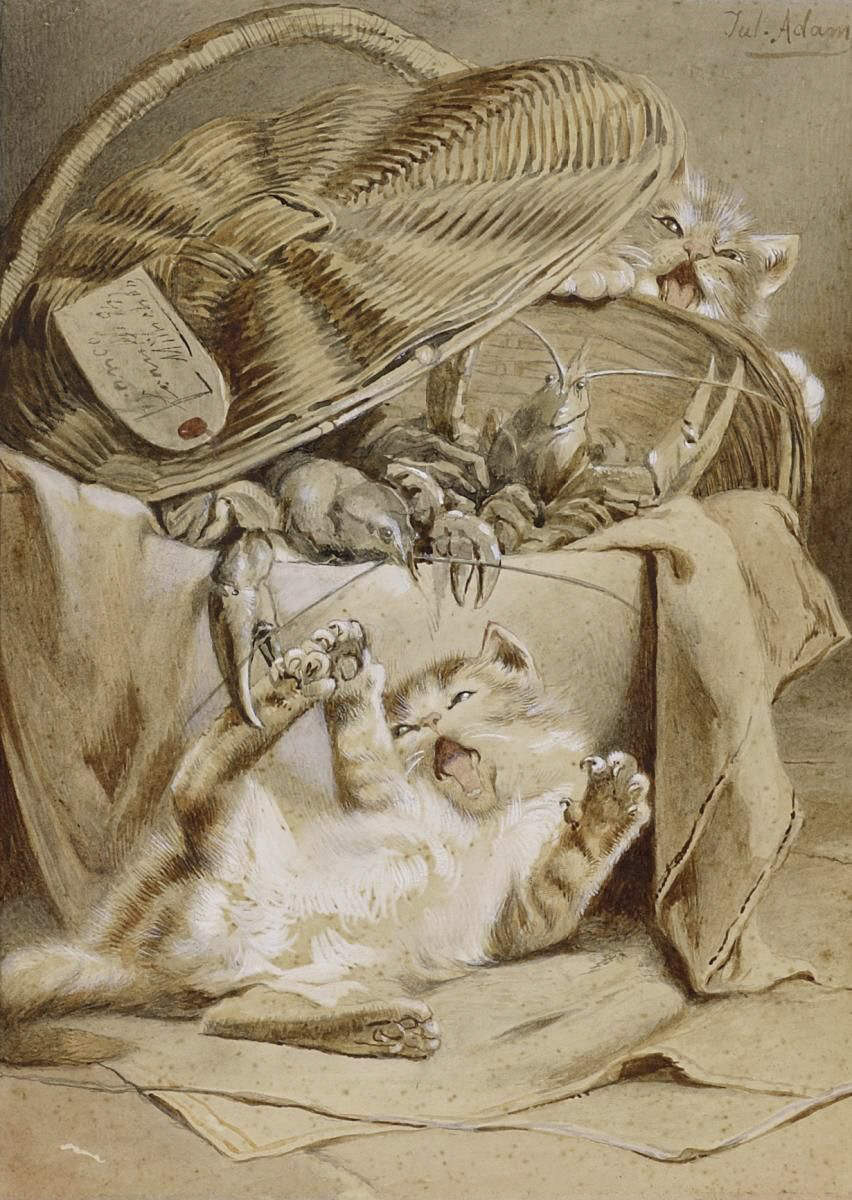
Котята и раки
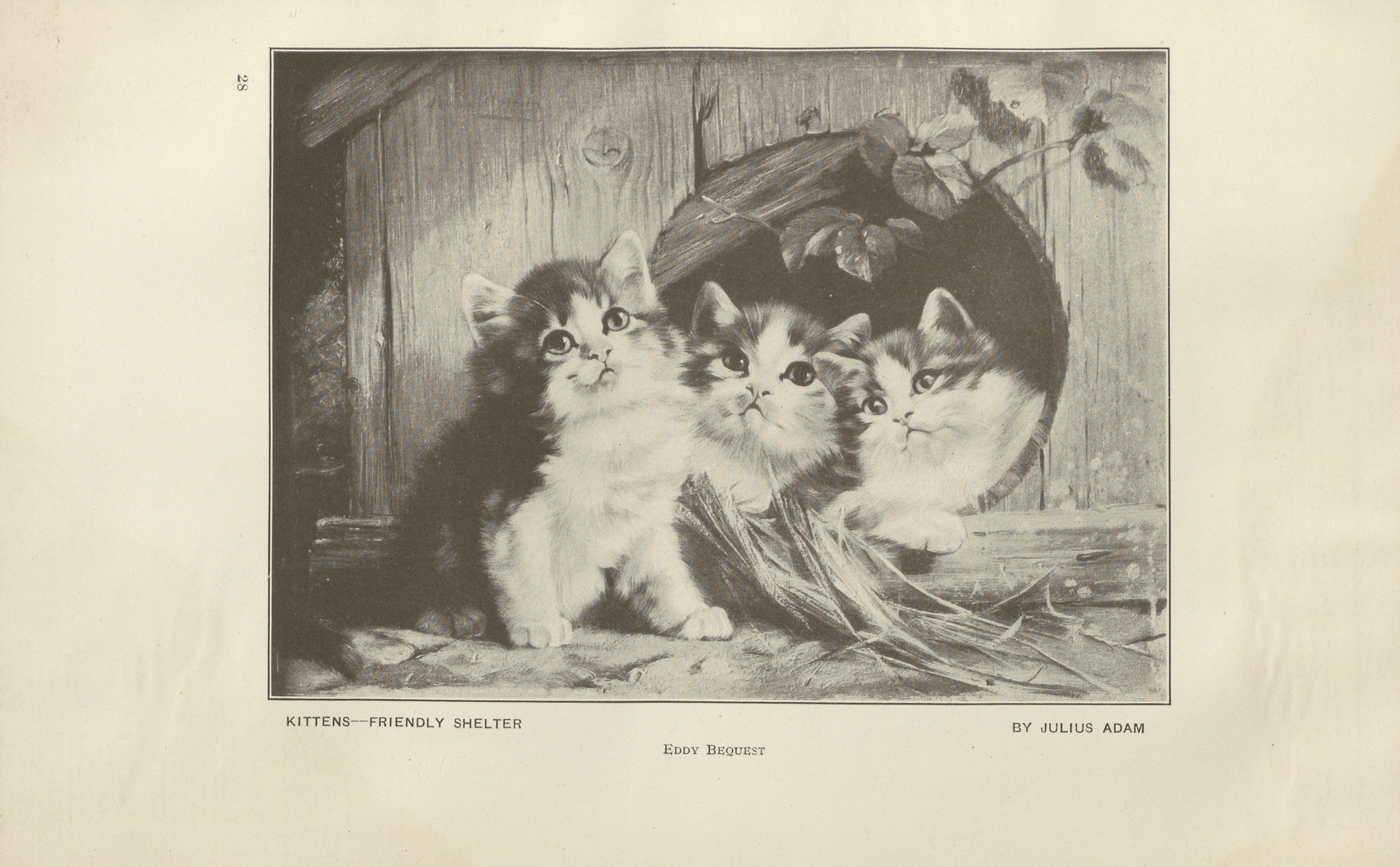
Три котёнка
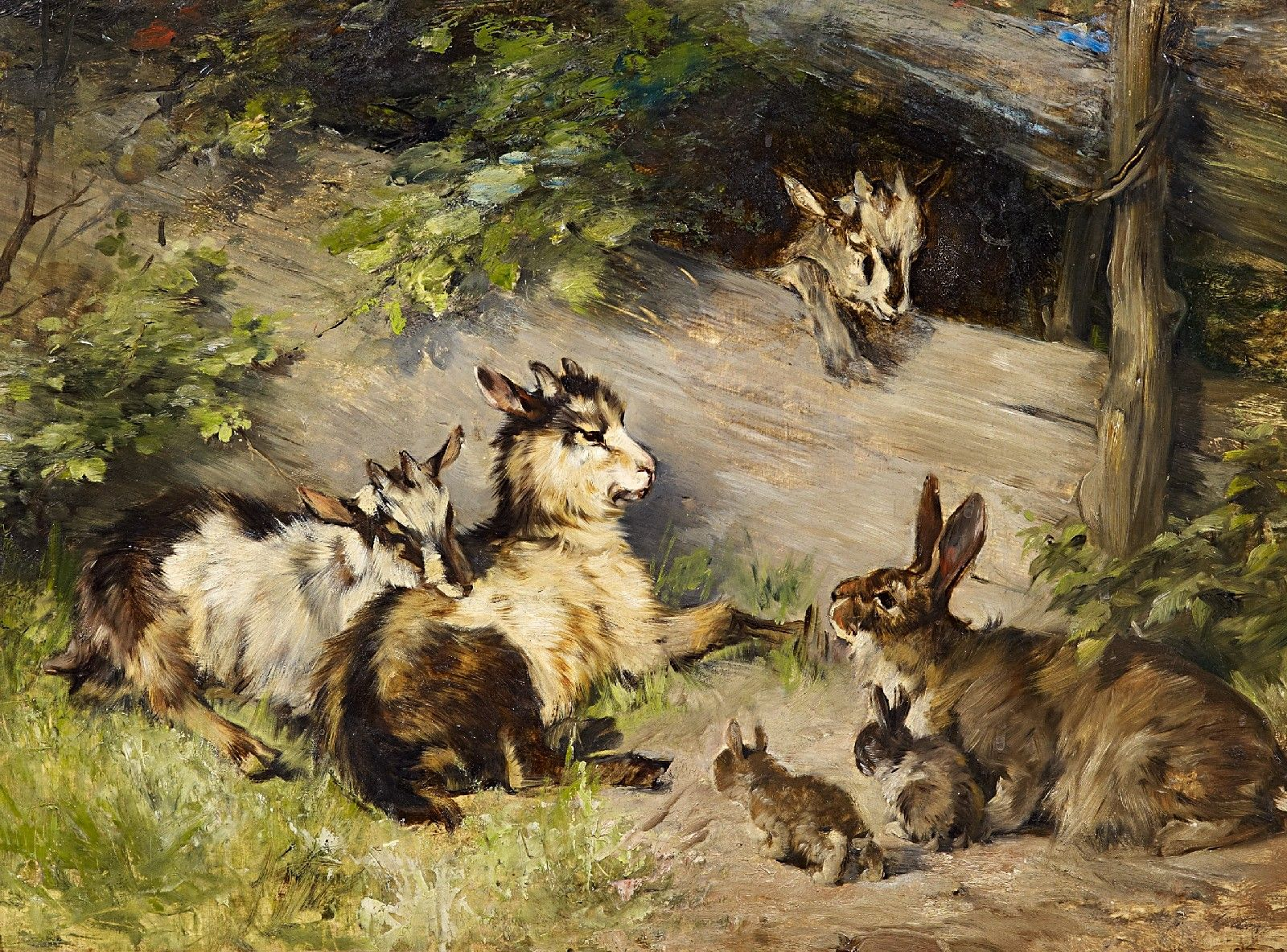
Кролики и козлики
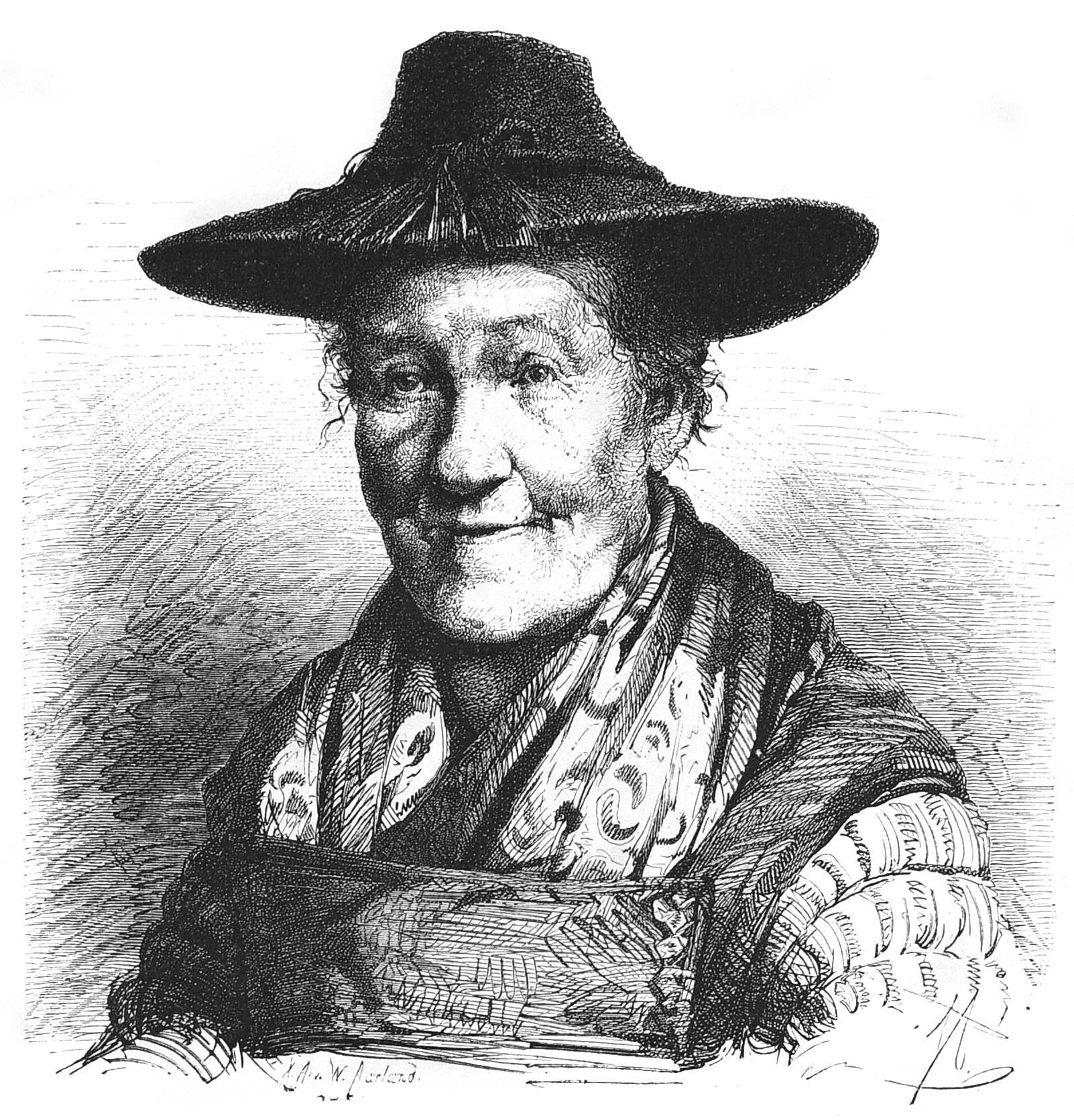
Тирольская крестьянка из Циллерталя
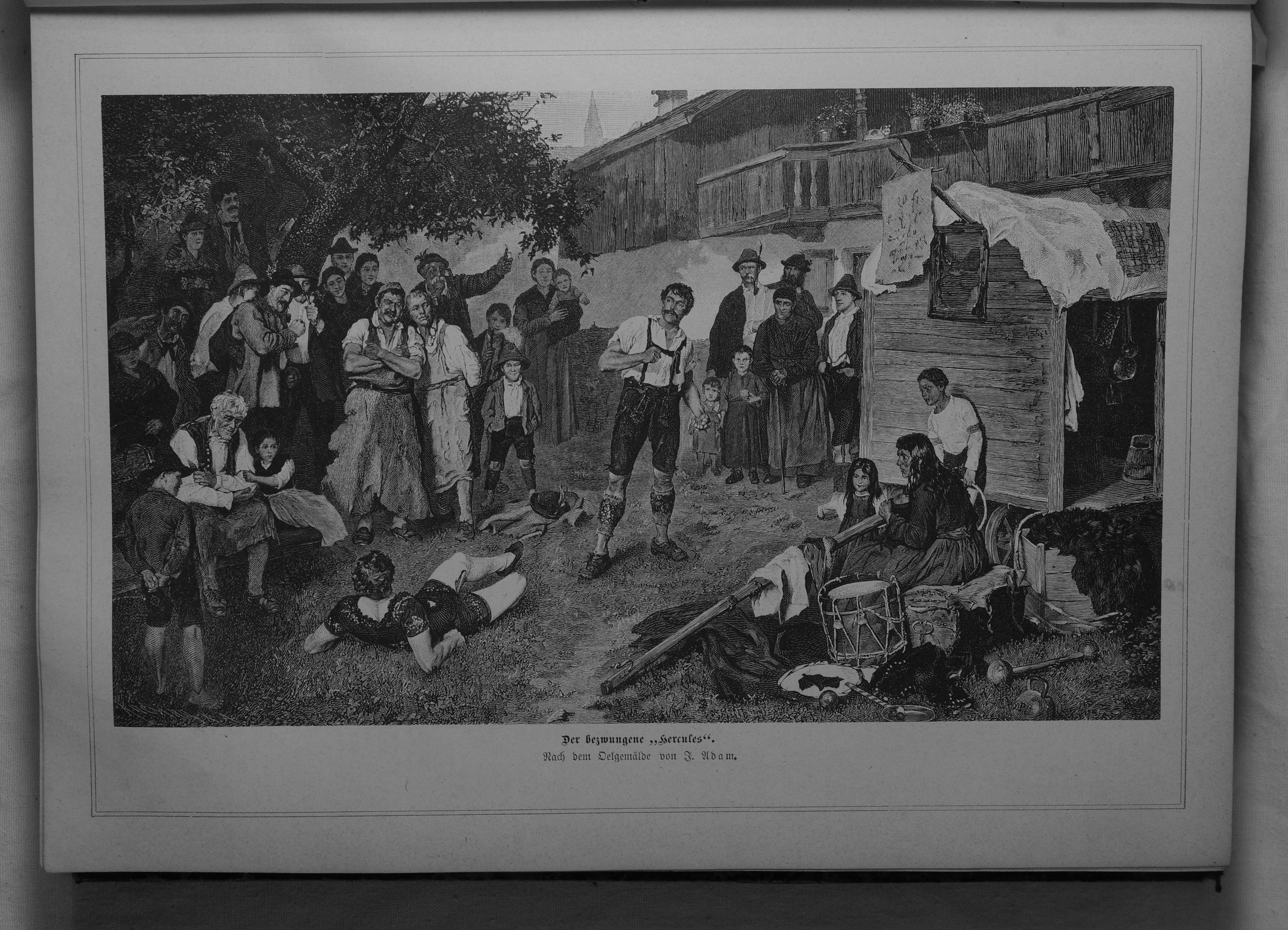
Кулачный боец
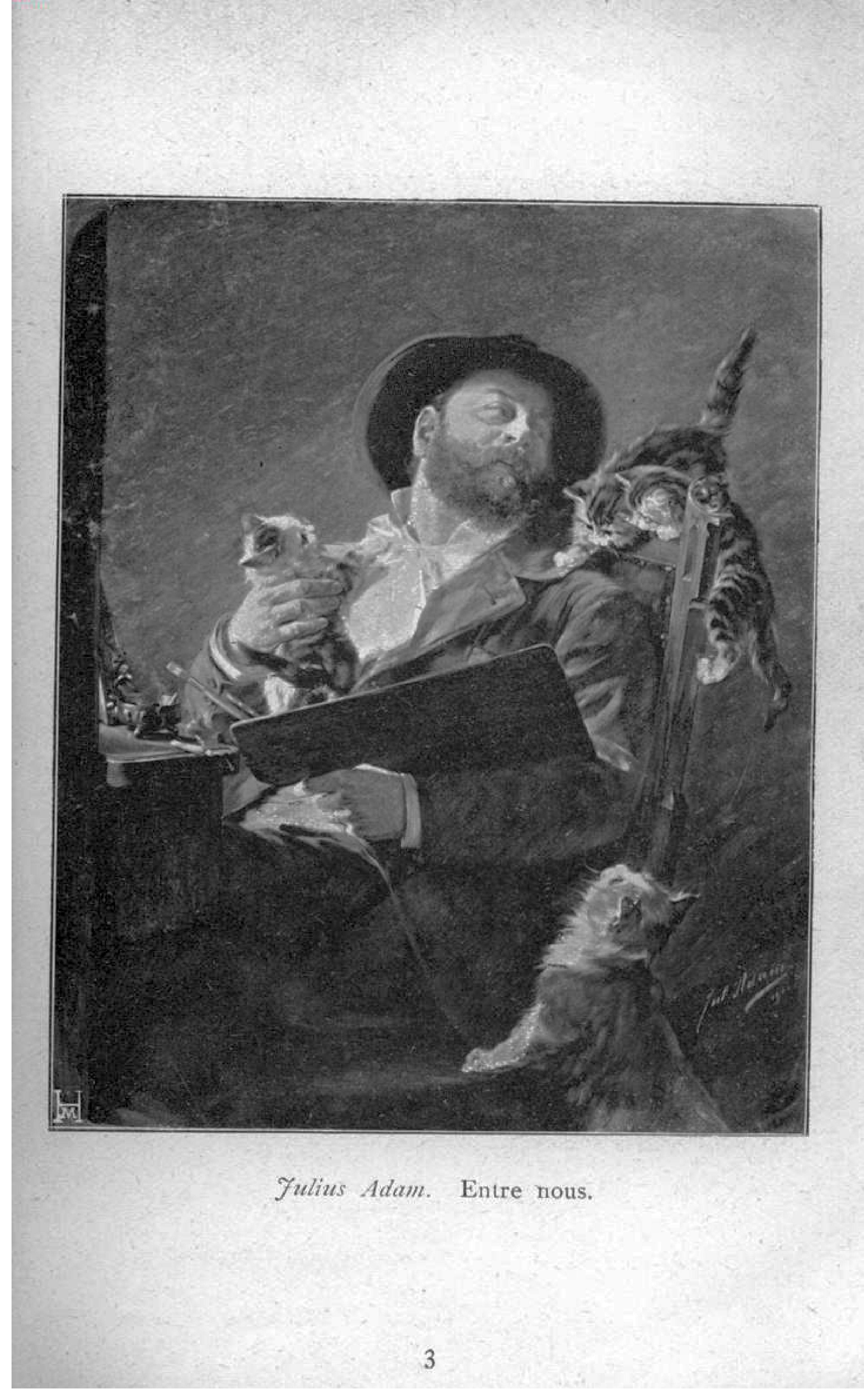
Автопортрет с котятами

## Дальнейшее чтение
- Eberhard Hanfstaengl (1953), «Adam, Julius Anton», Neue Deutsche Biographie, vol. 1, Berlin: Duncker & Humblot, p. 52